# Liste des pièces de collection grecques en euro
Une pièce de collection grecque en euro est une pièce de monnaie libellée en euro et émise par la Grèce mais qui n'est pas destinée à circuler.  Elle est principalement destinée aux collectionneurs.
La Banque de Grèce (Η Τράπεζα της Ελλάδος) frappe des pièces grecques de collection suivantes :
- pièces de 10 euro argent 925 de 40 mm (34 g)
- pièces de 10 euro argent 925 de 28,25 mm (9,75 g)
- pièces de 20 euro argent 925 de 37 mm (24 g)
- pièces de 100 euro or 999 de 25 mm (10 g)
- pièces de 200 euro or 900 (31,1 g)

## Ensemble de pièces émises pour lesJeux olympiques d'été de 2004d'Athènes.
- La première phase du programme numismatique a démarré en décembre 2000, en coopération étroite entre le Ministère Grec des Finances et la Banque de Grèce. Il comprenait une série de 6 pièces Olympiques de 500 drachmes, les dernières à être frappées avant l'arrivée de l'euro. Un total de 24 millions de pièces commémoratives a été mis en circulation.
- La dernière phase a débuté en mars 2003, à la mise en service de la première des six séries de pièces olympiques; chaque série comprenant une pièce en or de 100 euros et deux pièces en argent de 10 euros. La collection complète comprend donc 18 pièces. Sur le revers, figurent à l'extérieur les 12 étoiles de l'Union européenne, dans le cercle intérieur figure l'emblème des Jeux olympiques, une couronne et une branche d'olivier, le logo ATHENS 2004 et les anneaux olympiques, ainsi que la valeur nominale 10 EURO ou 100 EURO. On retrouve également le fleuron de l’Hôtel de la Monnaie hellénique.
- Enfin en 2004 une série de 6 pièces (deux pièces en or de 100 euros et quatre pièces en argent de 10 euros), a pour thème le parcours de la flamme olympique.

## Pièces de 10 euro argent 925 (40 mm - 34 g)
- 2003 Jeux olympiques d'été de 2004 d'Athènes - Série I

```
- Disque
- Course
```

- 2003 Jeux olympiques d'été de 2004 d'Athènes - Série II

```
- Javelot
- Saut en longueur
```

- 2003 Jeux olympiques d'été de 2004 d'Athènes - Série III

```
- Relais
- Équitation
```

- 2003 Jeux olympiques d'été de 2004 d'Athènes - Série IV

```
- Gymnastique
- Natation
```

- 2004 Jeux olympiques d'été de 2004 d'Athènes - Série V

```
- Lutte
- Haltérophilie
```

- 2004 Jeux olympiques d'été de 2004 d'Athènes - Série VI

```
- Handball
- Football
```

- 2004 Jeux olympiques d'été de 2004 d'Athènes - Série Torche Olympique

```
- L'Amérique
- L'Afrique
- L'Asie
- L'Océanie
```

- 2006 Parc national de l'Olympe (2 pièces)

```
- le site de Dion
- Dias (nom grec de 
Zeus
)
```

- 2007 Parc national du Mont Pindos (2 pièces)

```
- les pins noirs
- oiseaux et fleurs
```

## Pièces de 10 euro argent 925 (28,25 mm - 9,75 g)
- 2003 Présidence grecque de l'Union Européenne
- 2005 Combats des Titans
- 2006 Ville de Patras
- 2007 Maria Callas
- 2007 Níkos Kazantzákis
- 2008 Musée de l'Acropole à Athènes
- 2009 Année internationale de l'Astronomie
- 2009 100e anniversaire de la naissance du pôete Yannis Ritsos
- 2010 100e anniversaire de la naissance de l'actrice Sofia Vembo
- 2010 Année internationale de la Biodiversité

Les pièces de collection de 10 euro de module 28,25 mm (qualité "belle épreuve") sont uniquement disponibles dans les coffrets de pièces courantes de qualité BU (brillant universel) correspondants émis par la banque de Grèce.

## Pièces de 20 euro argent 925 (37 mm - 24 g)
- 2003 75e anniversaire de la banque de Grèce

## Pièces de 100 euro or 999 (28,25 mm - 9,75 g)
- 2003 Jeux olympiques d'été de 2004 d'Athènes - Série I : Palais de Knossos.
- 2003 Jeux olympiques d'été de 2004 d'Athènes - Série II : Crypte d'Olympie.
- 2003 Jeux olympiques d'été de 2004 d'Athènes - Série III : Stade de Panathinaikos.
- 2003 Jeux olympiques d'été de 2004 d'Athènes - Série IV : Village olympique.
- 2004 Jeux olympiques d'été de 2004 d'Athènes - Série V : Acropole d'Athènes.
- 2004 Jeux olympiques d'été de 2004 d'Athènes - Série VI : Académie d'Athènes.
- 2004 Jeux olympiques d'été de 2004 d'Athènes - Série Torche Olympique

```
- Sortie de la torche
- Arrivée de la torche au stade
```

## Pièces de 200 euro or 900 (31,1 g)
- 2003 75e anniversaire de la banque de Grèce